# (30525) Lenbright
(30525) Lenbright est un astéroïde de la ceinture principale.

## Description
(30525) Lenbright est un astéroïde de la ceinture principale. Il fut découvert le 27 juin 2001 à la station Anderson Mesa par le programme de relevé astronomique LONEOS. Il présente une orbite caractérisée par un demi-grand axe de 2,75 UA, une excentricité de 0,09 et une inclinaison de 1,6° par rapport à l'écliptique.